# Blaue Ära

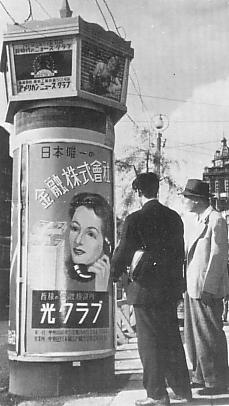
Werbung für den Hikari-Club, dem Vorbild für die Geschichte von Blaue Ära.

Blaue Ära (japanisch 青の時代, Ao no Jidai) ist die zweite Novelle des japanischen Schriftstellers Yukio Mishima, die am 25. Dezember 1950 bei Shinchosha veröffentlicht wurde.
Nachdem Mishima durch Bekenntnisse einer Maske und Liebesdurst im jungen Alter von nur 24 Jahren weltweite Berühmtheit erlangte, fasste er den Plan vor seinem nächsten großen Projekt eine Auszeit zu nehmen. In dieser Zeit schrieb er mit Blaue Ära eine kleinere Geschichte. Parallel arbeitete er auch an seiner ersten Novelle Reine weiße Nacht (auch 1950), ehe 1953 der hochantizipierte Nachfolgeroman Verbotene Farben erscheinen sollte.
Die Erzählung basiert auf einer wahren Begebenheit, dem sogenannten Hikari-Club-Vorfall (1948–1949) und dem Schicksal seines Gründers Kouji Yamazaki. Mishima – der mit Yamazaki gemeinsame Vorlesungen an der Universität Tokio besuchte – hielt sich dabei untypisch nah an der Originalvorlage und integrierte lediglich seine eigenen moralischen Erwägungen in Form längerer philosophischer Gespräche zwischen den Charakteren. Sie folgt Makoto Kawasaki, einem brillanten Jurastudenten der Universität Tokio und Trickbetrüger. Er gründet die „Sonnengesellschaft“, eine inoffizielle Kredithai-Organisation. An seinem Höhepunkt verfügt die Gesellschaft über ein Kapital in Höhe von 400 Millionen Yen, ehe die Paranoia und der bevorstehende Konkurs Kawasaki verrückt macht. Auch wenn in der Novelle sein weiteres Schicksal nicht beschrieben wird, liegt anhand der Faktentreue zum originalen Falle nahe, dass er sich am Vortag der Schuldentilgung durch eine Zyankali-Kapsel das Leben nehmen wird.
In Unison mit anderen Werken aus Mishimas Anfangszeit befasst sich die Novelle mit der Nachkriegsjugend, welche nach der Kapitulation Japans keine Perspektive hat und der existenziellen Aufgabe ins Auge sehen, ihr gesamtes bisheriges Wertebild zu hinterfragen. Der „Hiraki Club Vorfall“ wurde in der Nachkriegszeit ein Symbol für den Nachkriegs-Nihilismus und gilt als wegweisend für das aufkommende Interesse der Nachkriegsjugend, einen eigenen moralischen Kompass zu entwerfen.

## Handlung

### Kindheit
Makoto Kawasaki wird 1923 in Kisarazu als dritter Sohn geboren. Sein Vater Takeshi ist ein respektierter Arzt und lokale Berühmtheit. An einem Sommertag spaziert die Familie mit seinen drei kleinen Jungen an der Küste von Toriizaki. Makoto sieht dort das Modell eines schönen Bleistifts im Schaufenster eines Ladens. Es ist ein grüner Bleistift, mit einer goldenen Kuppel, verziert mit goldenen Buchstaben an den Rändern. Seine Mutter tadelt ihn aber „Makoto, der steht nicht zum Verkauf!“ Überraschenderweise überredet Takeshi den Ladenbesitzer, das Modell des Bleistiftes zu verkaufen und Makoto nimmt es freudig an sich. Als die Familie mit einem Segelboot auf das Meer hinausfährt, möchte Takeshi seinem Sohn eine Lektion über Minimalismus erteilen. Er zwingt den kleinen Makoto den Bleistift ins Meer zu werfen, wobei seine Brüder ihm zuvorkommen. Makoto starrt mit leerem Blick auf den Bleistift, der langsam vom Meer weggespült wird.

### Universitätszeit, Kennenlernen von Yoko und Betrug
Die Erzählung springt mehrere Jahre in die Zukunft. Makoto, mittlerweile ein ausgewachsener Mann, hasst seinen strengen Vater und beschließt, Professor für Rechtswissenschaften an der Universität Tokio zu werden. Makoto ist zwar eine skeptische Person, zweifelt aber nicht an der Autorität und dem Wahrheitsanspruch der Universität. Im kompletten Kontrast zu ihm steht sein Bruder Yi: er ist nicht gut im Studium, ist aber dafür sehr weltoffen und hat eine Faszination für Boote und das Militär. Dieser Passion folgt er auch, indem er erfolgreich seine Ausbildung auf der Militärakademie als Unteroffizier der japanischen Marine absolviert. Aufgrund seiner Erfahrungen im Krieg wird Makoto zunehmend zynischer und skeptischer gegenüber der Welt, während Yi der Kommunistischen Partei beitritt und fest an die gute Natur des Menschen glaubt.
Makoto lernt in der Bibliothek der Universität die Buchverleiherin Yoko Nogami kennen, als diese gerade mit ihrem Bekannten Atago auf dem Dach des Gebäudes raucht. Da Yoko die belesene Tochter eines Professors ist und Makoto an das Konzept einer Epistokratie glaubt, interessiert er sich zunehmend für das hübsche Mädchen. In ihrem ersten Gespräch unter vier Augen macht sie aber früh klar „Ich liebe keine Männer, ich liebe nur Geld.“ Makoto versucht ihr zu imponieren und wird Anleger bei einem Unternehmen namens „Ogikubo Finance Association“. Schnell stellt sich jedoch heraus, dass die Firma in Wahrheit gar nicht existiert und Makoto verliert über 100.000 Yen.

### Gründung und Führung des Kreditunternehmens
Makoto beginnt sich das für Kreditgeschäft zu interessieren und gründet die „Sonnengesellschaft“ in Nakano. Durch auffällige Zeitungsanzeigen und dem Einsatz von Lockvogeln erlangt Makoto schnelle Bekanntheit am Campus. Sein Geschäftskonzept ist dabei, verarmten und bonitätsschwachen Unternehmen in ihrer Verzweiflung Kredite zu erteilen und zu wucherartigen Zinsen zurückzuverlangen. Statt dem üblichen Jahreszinssatz von 1,83 % vergibt Makoto seine Kredite nur mit einem Jahreszinssatz von 18 %. Da die meisten Unternehmen wegen des Krieges finanzielle Rückschläge erlitten haben und keine andere Gesellschaft außer die von Makoto bereit ist, ihnen Kredite zu erteilen, läuft das Geschäft aber dennoch. Zusammen mit dem Betrüger der „Ogikubo Finance Association“ und Atago gründet er die „Taiyo Company“, eröffnet ein Büro in Ginza, stellt Yoko als Sekretärin ein und erweitert sein Geschäft zu einer Aktiengesellschaft mit 30 Mitarbeitern. Besonders der Umstand, dass die Gesellschaft vollständig von Studenten geführt wird, sorgt für Aufsehen im Großraum Tokio.
Matsoko lädt seine Mutter und seinen Bruder Yi ein, um ihm beim Spendensammeln zu helfen. Die drei fahren in ihrem Datsun zu einer ehemaligen Kazoku-Familie, die durch den Krieg beinahe ihr gesamtes Vermögen verloren hat. Matsoko überredet Yi, die Familie trotz ihrer Notlage auf großzügige Spenden anzubetteln, da er dies im Namen der sozialen Gerechtigkeit tue und die korrupten Kredit-Monopolisten zu bekämpfen versucht. Dieser lässt sich darauf ein und tatsächlich erbeutet Matsoko durch die Mithilfe seines Bruders die letzten Ersparnisse der Familie. Zurück im Büro nimmt Matsoko einen großen Batzen des Geldes, steckt ihn in einen Umschlag und reicht ihn Yi als Entlohnung. Dieser guckt ihn aber nur verachtend an und sagt: „Du hast nichts Menschliches mehr an dir.“

### Untergang des Unternehmens und psychischer Zerfall Makotos
Immer mehr Unternehmen gehen auf Konkurs und können ihre Kredite nicht zurückzahlen. Als sich einer der Kreditnehmer aufgrund seiner Perspektivlosigkeit das Leben nimmt, verliert die „Taiyo Company“ immer mehr an Ansehen. Makoto drillt Yoko immer mehr zu Überstunden und wird gewalttätig, als sie ihm nicht die angeforderten Dokumente liefert. Am nächsten Tag erscheint sie nicht mehr zur Arbeit. Stattdessen trifft sie sich im Finanzamt mit einem Mann, verliebt sich in ihn und wird schwanger. Als sie ihm die Einkünfte der „Taiyo Company“ offenlegt, meldet er Makoto beim Finanzamt, welches ihn wegen Verletzung der „Preiskontrollverordnung 1946“ anzeigt (einem Verwaltungsgesetz, das die Inflation unter Kontrolle halten soll). Zwar wird Makoto aufgrund der überlasteten Justiz nicht weiter verfolgt, der Ruf des Unternehmens sinkt aber immer weiter.
Atago, mittlerweile zweiter Vorsitzender, tritt zwischenzeitlich aus der „Taiyo Company“ aus. Er habe Angebote seriöser Firmen auf dem Tisch und könne sich den schlechten Ruf des Unternehmens nicht weiter erlauben. Auf sich allein gestellt, benennt Makoto die „Taiyo Company“ mehrfach um, in der Hoffnung neue Anleger zu finden, jedoch zu keinem Erfolg. Auch die Taktik Leerverkäufe von Aktien seinen Investoren anzubieten, schlägt fehl. Am 24. November, einen Tag vor der vereinbarten Schuldentilgung, hat Makoto Schulden in Höhe von mindestens 30 Millionen Yen und hat überhaupt keine Ideen, wie er diese begleichen soll.
Er spaziert an dem schönen Frühlingsmorgen durch die Stadt, in seiner Hose trägt er ein Päckchen gefüllt mit Kaliumcyanid. In einem Café betrachtet er ein junges Pärchen. Beide sitzen dort in ausgefransten Klamotten und mit zerstreuten Haaren, lachen und witzeln aber laut miteinander, ganz zum Missfallen Makotos. Als Makoto sein Notizbuch rausnimmt, lächelt das Mädchen ihn plötzlich an und reicht ihm ihren Stift: einen grünen Bleistift, mit einer goldenen Kuppel und goldenen Buchstabenverzierungen an den Rändern. In seiner Erinnerung hört er aus der Ferne „Makoto, der steht nicht zum Verkauf“ und die Geschichte endet.

## Wichtigste Figuren

### Hauptfiguren
- Makoto Kawasaki – geboren 1923 in Kisarazu, Präfektur Chiba. Er verfügt über dünne Augenbrauen, leicht hervorgetretene Wangenknochen, verzogene Lippen und ein emporstehendes Kinn. Durch seinen militanten Vater wurde er schon früh zu Sport gedrillt und hat einen dementsprechend muskulösen Körperbau. Im Umgang mit anderen ist er freundlich und charmant, innerlich jedoch zynisch. Besondere Verachtung gilt dabei seinem strengen und chauvinistischen Vater Takeshi.
- Yoko Nogami – eine Freundin und kurzzeitige Geliebte Makotos, die als Sekretärin in seinem Büro arbeitet. Sie hat ein dünnes Gesicht, einen schlanken Rücken und eine helle Stimme. Ihr Vater war Professor für Politikwissenschaften an der Universität Kyūshū und hatte gute Vernetzungen in rechtsextreme politische Lager. Während des Krieges arbeitete sie mangels Alternativen als Buchverleiherin an der Universität Tokio.
- Hachiro Atago – ein Freund Makotos, der mit ihm im selben Studentenwohnheim lebt. Sein Gesicht ist rötlich und geschwollen und seine Ohren zucken beim Reden. Geboren wurde er in Tokio. Er hat ein Auge für Mode. Später heiratet er und bekommt eine Tochter.
- Takeshi Kawasaki – Makotos Vater und Arzt. Er besitzt den 3. Dan in Judo und legt viel Wert auf eine autoritäre Erziehung bei Kindern. Obwohl er nur an einigen Stellen der Novelle vorkommt, ist seine Präsenz für Makoto allgegenwärtig. Sein Vater (Makotos Großvater) war Arzt für den Sanuki-Klan.

### Nebenrollen
- Tatsuko Kawasaki – Makotos Mutter. Sie ist schwach und unsicher und kann mit den Wutausbrüchen ihres Ehemannes schwer umgehen. Ihr Vater ist Professor an der medizinischen Fakultät der Universität Chiba.
- Yi – der jüngste Bruder von Makoto. Obwohl er nicht gut in der Schule ist, ist er ein fröhlicher und aufrichtiger junger Mann.
- Taizo Onuki – Vorsitzender der fiktiven Firma „Ogikubo Finance Association“ und ehemaliger Professor. Er betrügt Makoto um 100.000 Yen, arbeitet er dennoch später mit ihm zusammen, indem er in seinen Vorlesungen Werbung für die „Taiyo Company“ macht. Er leidet an Hämorrhoiden.
- Tatsukuma Ushijima – ein Mann mittleren Alters und späterer Berater der „Taiyo Company“. Er hat ein quadratisches Gesicht, einen kleinen Mund und sieht aus als wäre er „kurz vor den Tränen.“
- Itsuko Tayama – eine 35-jährige Witwe, Mutter von drei Kindern und spätere Liebhaberin von Makoto. Früher war sie als Näherin in einem Kaufhaus aktiv, ehe sie durch ihre Beziehung zu Makoto zum Schatzmeister der „Taiyo Company“ wurde.
- Juichi Fujishiro – Leiter der „Accounting Machinery Co. Ltd.“ und Kunde bei der „Taiyo Company“. Er hat einen dichten Schnurrbart und rote Wangen. Nachdem er seinen hohen Kredit nicht zurückzahlen kann, begeht er Selbstmord.

## Schreibprozess und Inspiration
Mishima schrieb Blaue Ära als Entspannung, um nach seinen beiden Romanen eine Auszeit nehmen zu können. Die Idee, den „Hikari-Club-Vorfall“ bekam Mishima durch seinen Verleger, der ihm die frisch veröffentlichten Memoiren Yamazakis vorlag. Sein erster Kommentar soll gewesen sein: „Ich bin fast stolz, dass die Mehrheit aller Räuber in meinem Alter sind“, eine Anspielung auf den Nachkriegs-Nihilismus, der auch zentrales Thema der Novelle ist.
An Kouji Yamazaki als Thema hatte er besonders deshalb Interesse, da beide gemeinsam Jura-Vorlesungen an der Universität besuchten und sich flüchtig bekannt waren. Nach Masayasu Hosaka sei Mishima als Kind auch Gast im Yamazaki-Familienhaus gewesen, unwissentlich, dass es sich bei dem gleichaltrigen Jungen um Kouji handelte.
Aufgrund der näherkommenden Deadline für seinen nächsten großen Roman, Verbotene Farben, schrieb Mishima Blaue Ära in nur wenigen Wochen. Wohl auch deswegen ist die Novelle wesentlich weniger frei in ihrer Erzählung als andere Werke des Autors. Mishima selbst war mit dem Endergebnis unzufrieden und schrieb in einem Brief an einen Bekannten: „Für einen Autor ist es wohl nie was gutes, während der Entstehung eines Werkes mit dem Kopf schon bei einem anderen sein zu müssen.“

## Erklärung des Titels
Der Titel ist eine Anlehnung an die blauen Uniformen, die Studenten während der Nachkriegszeit tragen mussten.
Um den Zeitraum des Hikari-Vorfalls herum etablierte sich in zweierlei Weise eine „Blaue Ära“: Zum einen wurde der Club im Großraum Tokio dafür berühmt, dass erstmals ein reiner Studentenverein die führende Stellung im Kreditmarkt übernommen hat. Zum anderen gilt der Selbstmord des Gründers Kouji Yamazaki als Wendepunkt, in der die Jugend (inklusive der Studenten) das erste Mal nachdachte, sich den etablierten Wertevorstellungen zu widersetzen und ihren eigenen Moralkodex zu entwerfen.

## Hikari-Club-Vorfall

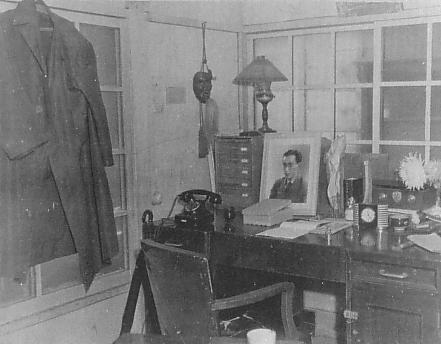
Das Büro des „Hikari-Clubs“ in Ginza und zugleich der Ort, an dem sich Kouji Yamazaki sein Leben nahm.

Der Hikari-Club-Vorfall war einer der größten Finanzskandale der japanischen Nachkriegszeit.
In ihm tötete sich der 27-jährige Jurastudent Kouji Yamazaki durch eine Zyankalivergiftung selbst, nachdem er zuvor an der Universität Tokio ein Kredithai-Unternehmen aufgebaut und mehrere verzweifelte Kreditnehmer in den Ruin und vereinzelt in den Freitod getrieben hatte.
Der Vorfall erregte in Japan und vor allem im Großraum Tokio großes Aufsehen, nicht zuletzt, da der „Hikari-Club“ durch sein aggressives Marketing, Empfehlungen durch korrupte Professoren der Universität und seinen Ruf als reines Studentenunternehmen kurzzeitig eine Monopolstellung im lokalen Kreditmarkt einnehmen konnte.
Der „Hikari-Club-Vorfall“ gilt in der japanischen Bevölkerung und im Schulsystem heute als Symbol des Nachkriegs-Nihilismus.

### Übersicht der Ereignisse
Im September 1948 gründete Jurastudent Kouji Yamazaki mit einem Freund von der medizinischen Fakultät den „Light Club“ in Nakano, Präfektur Tokio. Das Geschäftsmodell bestand darin, mit aggressivem Marketing in Form reißerischer Anzeigen möglichst viel Geld durch Anleger zu sammeln und als Kredite an bonitätsschwache Geschäfte, Unternehmen etc. zu verleihen, um an den wucherartigen Zinsen zu verdienen. Der Bankzinssatz im Jahr 1948 betrug 1,83 % pro Jahr, während der des „Light Clubs“ 18 % betrug.
Der „Light Club“ vermarktete sich nach außen als reines Studentenprojekt und wurde dadurch Gesprächsthema. Außerdem kooperierte Yamazaki mit dem Politikwissenschafts-Professor Fujita Kanda, der für eine monatliche Zahlung von 150.000 Yen das Unternehmen in seinen Vorlesungen weiterempfahl. Nach nur vier Monaten konnte der „Light Club“ – nunmehr betrieben als „Hikari-Club“ – mit einem Kapital von 4 Millionen Yen und 30 beschäftigten Studenten zur Aktiengesellschaft werden und seinen Hauptsitz nach Ginza verlegen.
Am 4. Juli 1949 wurde Yamazaki wegen Verstoßes gegen die „Preiskontrollverordnung“ verhaftet, nachdem ihn eine ehemalige Geliebte und Sekretärin bei einem Bankangestellten verraten hatte. Auf eine strafrechtliche Verfolgung wurde zwar verzichtet, der „Hikari-Club“ verlor aber in Folge Investoren in hohem Ausmaße. Auch die Taktik, das Unternehmen mehrfach umzubenennen, war nicht erfolgversprechend. Um sich die Mittel zu beschaffen, seine bevorstehenden Schulden tilgen zu können, versuchte sich Yamazaki an Leerverkäufen von Aktien, aber auch ohne Erfolg.
Um Mitternacht des 24. Novembers, einen Tag vor der Schuldentilgung in Höhe von 30 Millionen Yen, beging Yamazaki Selbstmord durch eine Zyankalivergiftung. Er hinterließ den folgenden Abschiedsbrief:

„1. Bitte seien sie vorsichtig und berühren sie die Leiche nicht vor der Autopsie. Sollte es das Gesetz erfordern, benachrichtigen Sie sofort die Kyobashi-Polizeistation, aber fassen sie mich zu ihrer eigenen Sicherheit nicht an. Die Todesursache ist ein Gift, Kaliumcyanid. Mein Kadaver soll verbrannt werden. Asche und Knochen soll als Dünger an die Bauern verkauft werden. (Vielleicht wächst aus mir ja ein Geldbaum).

2. Für einige Anleger gibt es positive Nachrichten, wenn sie skrupellos sind. Die Leerverkäufe der Yamazaki-Aktien werden in den nächsten Tagen enorm stürzen und sie sehr reich machen.

3. Richi, ich hoffe dir geht es gut, wo du jetzt bist.

4. Meine Mutter soll in der nächsten Woche jeden Tag um 23:00 48 Minuten und 55 Sekunden lang für mich beten.“

### Biografie Kouji Yamazakis

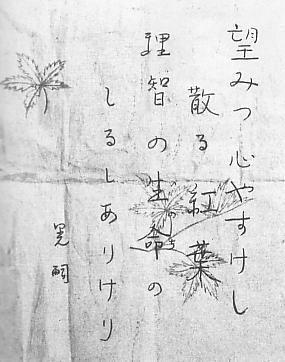
Das Todesgedicht Yamazakis.

Yamazaki wurde als Sohn eines Arztes und Bürgermeisters im Oktober 1923 in Kisarazu geboren. Er absolvierte die Kisazaru Junior Highschool (heute Chiba Kisazaru Highschool) als Klassenbester. 1942 schrieb er sich an der Universität Tokio für Rechtswissenschaften ein, musste aber kurzzeitig wegen der Wehrpflicht pausieren. Obwohl er durch den Abgang eines anderen Studenten zum Sub-Lieutenant der Truppen in Asahikawa ernannt wurde, beorderte man ihn zum Ende des Krieges zum Ernährungskomitee. Auf Befehl seines sadistischen Vorgesetzten wurde Yamazaki genötigt, seinen Kommilitonen und Freund zu erschießen. Diese Tat wurde geheim gehalten und ist erst mit der Veröffentlichung seiner Memoiren publik geworden.
Wiedermals auf Befehl seines Vorgesetzten, half er diesem, Lebensmittel zu verschleiern. Er wurde deshalb wegen Untreue zu eineinhalb Jahren auf Bewährung verurteilt, sein Vorgesetzter wurde erschossen. Strafmildernd berücksichtigt wurde unter anderem der Verhör, bei dem Yamazaki durch die Beamten durch Gewaltanwendung zu falschen Geständnissen genötigt wurde. Zusammen mit dem Mord an seinem Freunde nannte er den Vorfall in seinen Memoiren als Ursprung für seine Erkenntnis, dass der Mensch böse geprägt ist.
Zurück an der Universität, fasste Yamazaki den Plan, als Jahrgangsbester die Universität zu absolvieren. Seine tägliche Routine von über 13 Stunden Lernen hielt er bis zur Gründung des „Hiraki-Clubs“ nach eigenen Aussagen konsequent ein.

### Zwischenmenschliche Beziehungen
Yamazaki war für Außenstehende zwar ein attraktiver, charmanter Mann, bevorzugte es aber trotz der Aufmerksamkeit, alleine zu sein. Von dem Tod des Kommilitonen durch seine Hand erzählte er gemäß der Biografie von Masayasu Hosaka nur einer Person. Linksgerichtete Studentengruppen waren Yamazaki weniger freundlich gesinnt, vor allem, da er ihnen häufiger den Satz „Geld ist das Maß, an dem sich deine Fähigkeiten als Mensch zeigen“ entgegenrufte.
Romantische Beziehungen führte Yamazaki kaum, stattdessen lebte er sich vor allem durch One-Night-Stands und Affären aus. Zu seinem Tod unterhielt er gleichzeitig Beziehungen zu acht Geliebten, die er alle unter dem Vorwand, sie zu seinen Sekretärinnen zu machen, rekrutierte. Dies wurde ihm später zum Verhängnis, als eine seiner Geliebten für einen Steuerbeamten Informationen über den „Hikari-Club“ besorgte, wodurch das Finanzamt benachrichtigt und Yamazaki kurzzeitig festgenommen wurde.

### Nachlassbehandlung
Nach Yamazakis Tod wurden die von ihm hinterlassenen Memoiren in zwei Bändern veröffentlicht.
Der erste Band trug den Titel Ich bin ein Genie und ein Übermensch: Memoiren des Kouji Yamazaki, des Präsidenten des Hikari-Clubs und wurde 1949 veröffentlicht.
Der zweite Band trug den Titel Ich bin ein falscher Bösewicht und wurde 1950 veröffentlicht. Beide Bänder erschienen bei Makino Publishing.